# Ray Holt (cầu thủ bóng đá)
Raymond "Ray" Holt (sinh ngày 29 tháng 10 năm 1939 tại Thorne, gần Doncaster) là một cựu cầu thủ bóng đá người Anh thi đấu ở vị trí hậu vệ cho Huddersfield Town, Oldham Athletic, Halifax Town và Scunthorpe United tại Football League.